# 五室连蕊茶
五室连蕊茶（学名：Camellia stuartiana）是山茶科山茶属的植物，是中国的特有植物。分布在中国大陆的云南等地，生长于海拔1,500米的地区。